# Ebbe Gørtz
Ebbe Gørtz, danski general, * 3. julij 1886, † 30. april 1976.

## Življenjepis
Gørtz je v letih 1933-36 bil načelnik generalštabne sekcije, poveljnik 4. polka (1936-37), načelnik Generalštaba Danske obrambe (1937-40), poveljnik Divizije Jutland (1941) in vrhovni poveljnik Generalnega poveljstva. Po nemškem napadu na danske oborožene enote v sklopu Operacije Safari 29. avgusta 1943 je odšel v ilegalo, postal načelnik generalštaba in predlagatelj ustanovitve Danske brigade. Po vojni je bil poveljujoči general Generalnega poveljstva (1945-50), direktor vojne pisarne (1945-46) in načelnik Danske kopenske vojske (1950-51). Upokojil se je leta 1951.

## Napredovanja
- prvi poročnik: 1907
- stotnik: 1918
- podpolkovnik: 1930
- polkovnik: 1933
- generalmajor: 1937
- generalporočnik: 1941